# Gaelic Storm
I Gaelic Storm sono una band Celtic rock statunitense proveniente da Santa Monica (California) e attiva dal 1996.

## Storia
L'origine dei Gaelic Storm può essere fatta risalire al 1996, quando l'irlandese Patrick Murphy cominciò ad esibirsi insieme al chitarrista Steve Twigger, all'uillean piper Brian Walsh, al bodhranista Steve Wehmeyer e al percussionista Shep Lonsdale nel locale di cui era il manager, l'O'Brien Irish Pub and Restaurant a Santa Monica, in California. La violinista Samantha Hunt si unì al gruppo poco dopo e dall'anno successivo iniziò una lunga serie di spettacoli dal vivo.
Nel 1997 i Gaelic Storm fecero un'apparizione nel film Titanic, suonando diversi pezzi successivamente pubblicati nell'album An Irish Party in Third Class. Questa partecipazione li catapultò sulla scena musicale del periodo e le loro performance furono celebrate dalla critica e permisero al gruppo di raggiungere la popolarità. Cominciarono i tour negli Stati Uniti, il Canada, il Regno Unito, la Francia ed il Giappone. Da allora i Gaelic Storm continuano a girare in tour in maniera intensiva, soprattutto negli Stati Uniti. La band è conosciuta per le sue interpretazioni energiche di musica tradizionale irlandese e scozzese e per i loro album spesso in cima alla classifica musicale mondiale Billboard.
Nel corso della sua storia, la band ha sostituito più volte il violinista, una volta il suo batterista, e ha aggiunto cornamuse scozzesi, irlandesi ed elettroniche agli strumenti usati.
Il gruppo ha pubblicato 13 album dal suo inizio, tra i quali l'album compilation Special Reserve (2003) e l'ultimo Go Climb a Tree (2017), mentre risale al gennaio 2006 la pubblicazione del primo DVD, dal titolo Gaelic Storm : Live In Chicago, registrazione di uno spettacolo tenutosi alla House of Blues di Chicago. I Gaelic Storm hanno creato anche una versione simlish della canzone Scalliwag dall'album Bring Yer Wellies, ovvero una versione rivisitata per il videogioco The Sims.

## Formazione
Attuale
- Patrick Murphy - fisarmonica, cucchiaio, bodhrán, armonica, voce
- Steve Twigger - chitarra, bouzouki, mandolino, voce
- Ryan Lacey - djembe, darabouka, surdo, cajón, ukulele, voce, percussioni
- Peter Purvis - great highland bagpipe, uillean pipes, cornamusa elettronica, tin whistle
- Kiana Weber - violino, voce, mandolino

Ex membri
- Jessie Burns - violino, voce
- Brian Walsh - uillean pipes
- Samantha Hunt - violino
- Kathleen Keane - violino, tin whistle, voce
- Ellery Klein - violino, voce
- Shep Lonsdale - djembe, darabouka, surdo, percussioni
- Steve Wehmeyer - bodhrán, didgeridoo, voce
- Tom Brown - bagpipes, tin whistle, degerPipes
- Bob Banerjee - violino
- Teresa Gowan - violino

## Discografia
- 1998 - Gaelic Storm
- 1999 - Herding Cats
- 2001 - Tree
- 2003 - Special Reserve (raccolta)
- 2004 - How Are We Getting Home?
- 2006 - Bring Yer Wellies
- 2008 - What's The Rumpus?
- 2010 - Cabbage
- 2012 - Chicken Boxer
- 2013 - The Boathouse
- 2014 - Full Irish (raccolta)
- 2015 - Matching Sweaters
- 2016 - Go Climb a Tree

## Filmografia
- Titanic (1997)
- Gaelic Storm - Live in Chicago (2006)